# Illia Czarhejka
Illia Uładzimirawicz Czarhejka (biał. Ілья Уладзіміравіч Чаргейка, ros. Илья Владимирович Черге́йко; ur. 15 kwietnia 1993 r. w Mińsku) – białoruski strzelec specjalizujący się w strzelaniu z karabinu, uczestnik dwóch igrzysk olimpijskich, srebrny medalista igrzysk olimpijskich młodzieży.

## Igrzyska olimpijskie
Na igrzyskach zadebiutował podczas igrzysk w 2012 roku w Londynie, zajmując siódme miejsce w finale konkurencji karabinu pneumatycznego na dystansie 10 metrów. Cztery lata później w Rio de Janeiro w tej samej konkurencji zajął szóstą pozycję. Wystąpił również w karabinie małokalibrowym w trzech pozycjach z 50 metrów, zostając sklasyfikowanym na 31. miejscu.
| Igrzyska | Miejscowość    | Konkurencja                               | Kwalifikacje | Kwalifikacje | Finał | Finał   |
| Igrzyska | Miejscowość    | Konkurencja                               | Wynik        | Pozycja      | Wynik | Pozycja |
| -------- | -------------- | ----------------------------------------- | ------------ | ------------ | ----- | ------- |
| IO 2012  | Londyn         | Karabin pneumatyczny, 10 m                | 597          | 5. Q         | 698,6 | 7.      |
| IO 2016  | Rio de Janeiro | Karabin pneumatyczny, 10 m                | 625,5        | 8. Q         | 121,6 | 6.      |
| IO 2016  | Rio de Janeiro | Karabin małokalibrowy, trzy pozycje, 50 m | 1166         | 31.          | NQ    | NQ      |